# Lorenzo Massa
Lorenzo Massa (født 5. juli 1979) er professor ved Aalborg University Business School, hvor han også er leder af Business Design Lab . Hans forskningsområde er mødet mellem strategi, innovation og bæredygtighed og han er rådgiver i strategi og innovation for virksomheder på tværs af brancher. 

## Uddannelse og karriere
Lorenzo Massa er uddannet i maskinteknik fra Dublin Institute of Technology (B.Eng.) og University of Genoa (M.Sc. Eng.). Han har en master og en Ph.d. i management fra IESE Business School 
Før han blev ansat ved Aalborg Universitet, var han ansat ved École Polytechnique Fédérale de Lausanne (EPFL) med en dobbelt ansættelse som formand for Corporate Strategy and Innovation og som formand for Green Economy and Resource Governance. Før det var han ansat ved Wien University of Economics and Business (WU) ved department of Strategy Innovation and Management Control.
Han er medlem af ekspertgruppen (Innovation) World Economic Forum og adjunct faculty for executive education EPFL, Lausanne (Schweitz) og ved the Bologna Business School (BBS), Bologna, (Italien). Han sidder i bestyrelsen ved EPFL based Innovation Forum Lausanne (IFL) og den strategiske rådgivende konsulentvirksomhed NieW, som har fokus på innovation. 
Lorenzo Massa vandt i 2016 “Scholarly Impact Award” fra Journal of Management med afhandlingen “Business Model: Recent Development and Future Research”, som er skrevet sammen med kollegaerne Cris Zott (IESE) og Raffi Amit (Wharton). Hans forskning er blandt andet publiceret i Academy of Management Annals, Journal of Management, Oxford Encyclopedia of Business and Management og Oxford Handbook of Innovation Management.